# Bergen Castle
Die Bergen Castle war eine 1976 in Norwegen gebaute Doppelendfähre. Die Fähre wurde als Nordhordland auf verschiedenen Strecken in Norwegen eingesetzt, bevor sie 2003 an die britische Reederei Red Funnel verkauft wurde.

## Geschichte
Die Fähre wurde 1976 unter der Baunummer 42 auf der Løland Verft in Leirvik i Sogn gebaut. Der Stapellauf des Schiffes erfolgte am 10. August 1976. Das Schiff wurde am 15. Oktober 1976 an Bergen Nordhordland Rutelag ASA in Bergen abgeliefert und als Nordhordland unter norwegischer Flagge mit Heimathafen Bergen in Dienst gestellt. Die Fähre wurde auf der Strecke über den Sørfjord zwischen Breistein und Valestrandsfossen eingesetzt.
Ab Anfang Juli 1988 wurde die Fähre in Charter von Rutelag Askøy-Bergen AS in Bergen zwischen Bergen und Kleppestø auf der Insel Askøy eingesetzt. Wegen eines Maschinenschadens endete der Einsatz aber bereits nach wenigen Tagen wieder. Nach der Reparatur wurde die Fähre wieder zwischen Breistein und Valestrandsfossen eingesetzt.
Von Oktober 1996 bis August 1997 fuhr die Fähre in Charter von Rogaland Trafikkselskap AS in Stavanger auf der Strecke von Stavanger nach Tau. Anschließend wurde sie bis Ende 1997 nochmal zwischen Breistein und Valestrandsfossen eingesetzt.
In den Folgejahren fuhr die Fähre in Charter anderer Reedereien, zunächst für Hardanger Sunnhordlandske D/S A/S in Bergen auf der Strecke zwischen Hatvik und Venjaneset und ab Mitte 1998 erneut für Rogaland Trafikkselskap AS, die das Schiff zunächst für etwa drei Monate zwischen Hanasand, Talgje, Ladstein und Fogn und ab September 1998 zwischen Leirvåg und Sløvåg einsetzte.
Hardanger Sunnhordlandske D/S A/S kaufte die Fähre zum 1. Januar 2002 und setzte sie für einige Monate zwischen Leirvåg, Skipavik und Sløvåg ein.
Nachdem das Schiff mehrere Monate beschäftigungslos war, wurde es im September 2003 an Red Funnel in Southampton verkauft und in Bergen Castle umbenannt. Es diente dort jeweils in der Zeit, in der eine der Fähren der Raptor-Klasse umgebaut wurde, als Ersatzschiff auf der Strecke zwischen Southampton und Cowes.
2005 wurde die Fähre außer Dienst gestellt und im November nach Griechenland verkauft. Neuer Name wurde Stella. Die Fähre wurde zur Ambelakia-Werft in Salamis überführt, lag dort dann aber in der Folgezeit auf. 2008 wurde sie zur Verschrottung in die Türkei verkauft.

## Daten
Das Schiff wurde von einem Normo-Dieselmotor (Typ: LDMB-9) mit 1.214 kW Leistung angetrieben. Es war mit je einem Verstellpropeller an beiden Enden ausgestattet und erreichte eine Geschwindigkeit von rund 12 kn.
Die Fahrzeugkapazität betrug 85 Pkw, für die zwei Decks mit jeweils drei Fahrspuren zur Verfügung standen. Das obere Deck war nach oben offen. Hier konnten auch Lkw und Busse befördert werden. Unterhalb des überstehenden, seitlichen Aufbaus mit der Brücke war die lichte Höhe auf 2,3 m begrenzt. Das untere Deck war über Rampen an Bord zu erreichen. Für die Passagiere standen unter Deck zwei Aufenthaltsräume mit einer Cafeteria zur Verfügung.